# 上野原町
上野原町（うえのはらまち）は、山梨県の北都留郡にあった町。
2005年（平成17年）2月13日に隣接する南都留郡秋山村と合併、上野原市となり消滅した。

## 地理
- 山: 三国山（生藤山）、高柄山、三頭山、扇山
- 河川: 相模川（桂川）、鶴川、仲間川

## 歴史

### 先史・古代
郡内地方には縄文時代の遺跡が数多く分布するが、町域でも桂川や鶴川沿いを中心に数多くの遺跡があり、近年の開発により新たな発見が相次いでいる。縄文時代には中期をピークに早期からの遺跡が発掘されているが後晩期には減少し、弥生時代以降の遺跡は少ない。
古代の律令制下では都留郡に属し、町域は南西部が都留郷に、東部は古郡郷に属していたと考えられている。平安時代後期、上野原を中心とする古郡は武蔵七党の横山氏から分出した古郡氏の支配が及び、鎌倉時代の建暦3年（1213年）には和田合戦で古郡氏が滅亡すると加藤氏が支配し、両氏が支配拠点とした居館と伝わる内城館跡がある。

### 中世
都留郡は甲斐国と武蔵国・相模国の国境であるため交流が強い一方で係争も起こっている。室町時代の応永33年（1426年）には鎌倉公方の足利持氏による武田信長追討の侵攻を受けており、文明10年（1478年）には加藤氏が長尾景春の乱に荷担したため、太田道灌の侵攻を受けた。
戦国時代には相模国の後北条氏との関係が強まり、外交関係の変化に伴いさまざまな出来事が起こっている。享禄3年（1530年）に八坪坂において後北条氏と郡内地方を領する国衆・小山田氏との合戦が起こっており、天文23年（1554年）には武田晴信（信玄）の娘が後北条氏に嫁ぐ際に上野原において引き渡されている。加藤氏は国中地方を領する守護武田氏に属して国境の防備にあたり、戦国時代の永禄12年（1569年）には武田氏による相模侵攻にも加わっている。
西原には武田氏の一族である西原武田氏（一宮武田氏）が配置されており、同所に鎮座する一宮神社は一宮浅間神社（笛吹市一宮町）を勧請した神社であるという。西原武田氏の詳細は不明であるが、『甲斐国志』によれば西原に居館があり「丹波屋敷」と称されていたという。一宮神社の天文9年（1540年）の棟札には檀那として「源朝朝臣武田四郎太郎有氏」の名が見られ、『甲斐国草稿』によれば、天正2年（1574年）の棟札には武田有氏（丹後守）の名が記されていたという。
大椚の日野集落の西部には長峰砦跡が所在する。長峰砦は中世の山城で、一帯には大倉砦や牧野砦など複数の城砦が分布している。近世には甲州街道沿いに位置していることから、武蔵・相模方面に備えた国境警備の城郭であったと考えられている。『甲斐国志』では城主を加藤景忠（丹後守）とする説を紹介しつつ、これを否定している。

### 近世・近現代

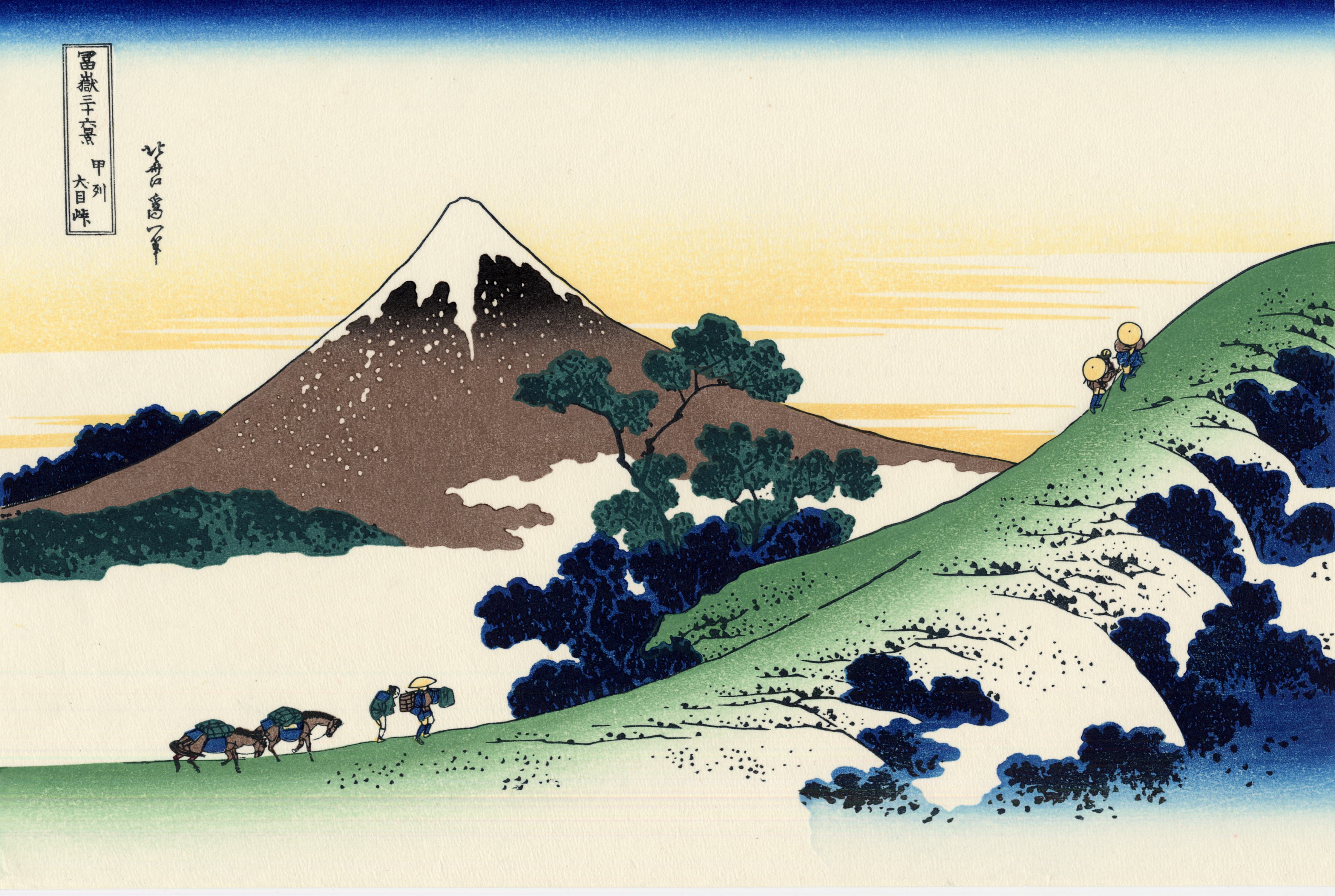
葛飾北斎「富嶽三十六景」甲州犬目峠

近世には、浅野氏時代の文禄3年（1594年）に行われた検地により16か村が成立する。谷村藩・秋元氏時代には21か村に増加する。近世甲斐国の地域区分である九筋二領では全村が都留郡に属する。享保9年には甲斐一国が幕府直轄領となり、町域の諸村の幕領となる。
江戸時代には、町域南部の桂川・仲間川沿いに甲州街道が整備され、上野原宿・鶴川宿・野田尻宿・犬目宿の4宿が設置される。上野原宿では六歳市が開かれた。このため、生業はわずかな農業と林業などの山稼ぎのほか、街道での駄賃稼ぎや郡内織生産を中心とする郡内地方特有の形態となっている。天保7年（1836年）8月に郡内から発生し、甲斐一国の騒動となった郡内騒動では、犬目村の組頭・兵助が下和田村（大月市七保町下和田）の武七とともに首謀者となった。
犬目峠は甲州街道の名所として知られ、天保元年（1830年）から刊行された葛飾北斎『冨嶽三十六景』には「甲州犬目峠」があり、嘉永5年（1852年）頃に刊行された歌川広重『不二三十六景』には「甲斐犬目峠」、広重没後刊行の『富士三十六景』では「甲斐犬目峠」が描かれている。
近代には1901年（明治34年）に中央線が上野原町まで開通する。また、道路整備により交通の拠点としての地位は低下する。戦後には首都圏に組み込まれベッドタウン化が進んだ。
1970年（昭和45年）2月12日、犬目宿の民家から火事が発生。宿場町の古い建物に次々と延焼し民家14戸と農協出張所、公民館など40棟が全焼。また、この年の3月20日には、大野の老人ホームから出火して建物1棟が全焼。中に居た高齢者4人が死亡した。

### 沿革
- 1889年（明治22年）7月1日 - 町村制の施行により、上野原村の区域をもって、北都留郡上野原村が発足する。
- 1897年（明治30年）12月27日 - 上野原村が町制施行して上野原町となる。
- 1955年（昭和30年）4月1日 - 北都留郡上野原町、巌村、大鶴村、大目村、甲東村、西原村、島田村及び棡原村が合併して、改めて上野原町が発足する。
- 2005年（平成17年）2月13日 - 北都留郡上野原町及び南都留郡秋山村が合併して、上野原市が発足する[1]。

## 行政
町長
- 奈良明彦

- 藤田胸太郎

## 経済

### 産業
- 主な産業
  - 農林業
  - 商工業

### 特産品
- 酒まんじゅう

## 地域

### 教育
- 山梨県立上野原高校
- 日本大学明誠高等学校
- 帝京科学大学

## 交通

### 鉄道
- 中央本線（東日本旅客鉄道）

駅：上野原駅 - 四方津駅

### 道路
高速道路
市町村内にあるインターチェンジ：中央自動車道上野原IC、談合坂SA
一般国道
市町村内を走る一般国道：国道20号（甲州街道）
都道府県道
市町村内を走る県道：山梨県道30号大月上野原線、山梨県道33号上野原五日市線、山梨県道35号四日市場上野原線

## 名所・旧跡・観光スポット・祭事・催事

### 祭事
- 牛倉神社祭典（9月4日 - 御神輿）（9月5日 - 山車）（9月6日）

### 施設
- 平野田休養村
- コモアしおつ - 斜行エレベーターのあるニュータウン。
- 上野原大正館[注 1] - 登録有形文化財。

## 出身有名人
- 河内成幸 - 版画家
- 波多野重雄 - 元東京都八王子市長
- 水越千尋 - アナウンサー（山梨放送)